# Museum Blau

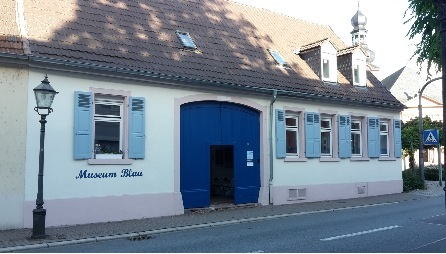
Museum Blau in Schwetzingen (2018)

Das private Museum  Blau wurde 2017 in Schwetzingen eröffnet und ist nach eigenen Angaben das einzige seiner Art weltweit. Die Gewinnung und Verwendung der Farbpigmente wie Purpur, Indigo, Kobalt und Ultramarin wird in den Räumen des Erdgeschosses anschaulich gemacht. 2018 wurde an 69 Öffnungstagen der Besuch von 1.170 Besuchern verzeichnet.

## Sammlung

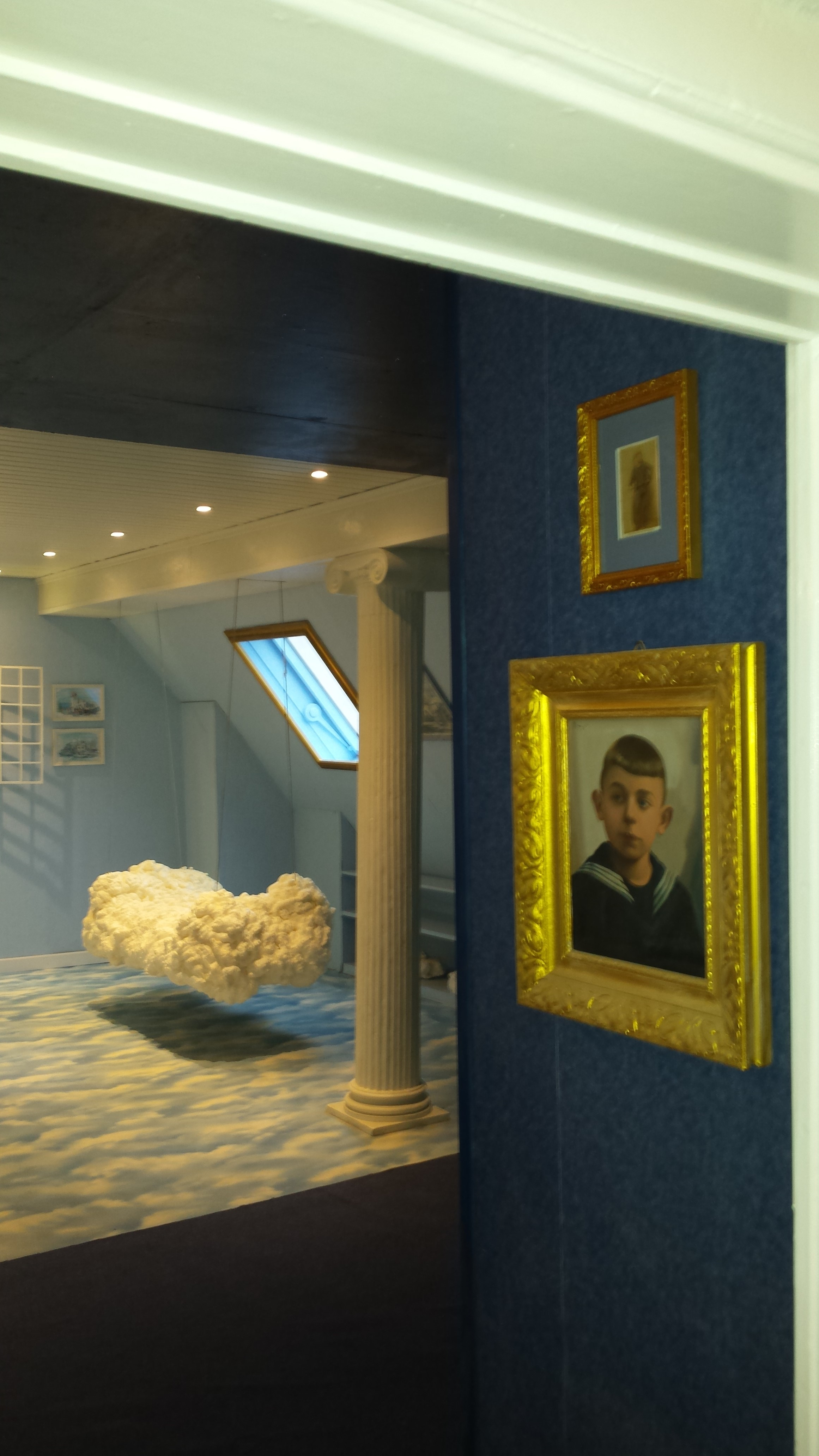
Museum Blau in Schwetzingen: Schau ins Blau!

Die Sammlung mit 1000 Exponaten umfasst 15 Räume auf zwei Etagen. Im Obergeschoss wird die Naturgeschichte der Farbe Blau dargestellt. Hier werden die Themen Blauer Himmel, Berge und südliche Sehnsuchtslandschaften, die Grotta Azzurra, die Magie der Blauen Stunde, das ewig blaue Meer und seine Matrosen gezeigt. Besucher können eine blaue Eiskammer besichtigen, zoologische wie botanische Studien treiben und finden die Blaue Blume der Romantik. Das Obergeschoss wurde besonders auch für junge Besucher eingerichtet.

## Lage
Das Museum Blau liegt in der Stadt Schwetzingen, gegenüber Rathaus, Stadtinfo und barocker Pankratiuskirche, 200 Meter nordwestlich vom Haupteingang des Schwetzinger Schlosses.

## Gebäude

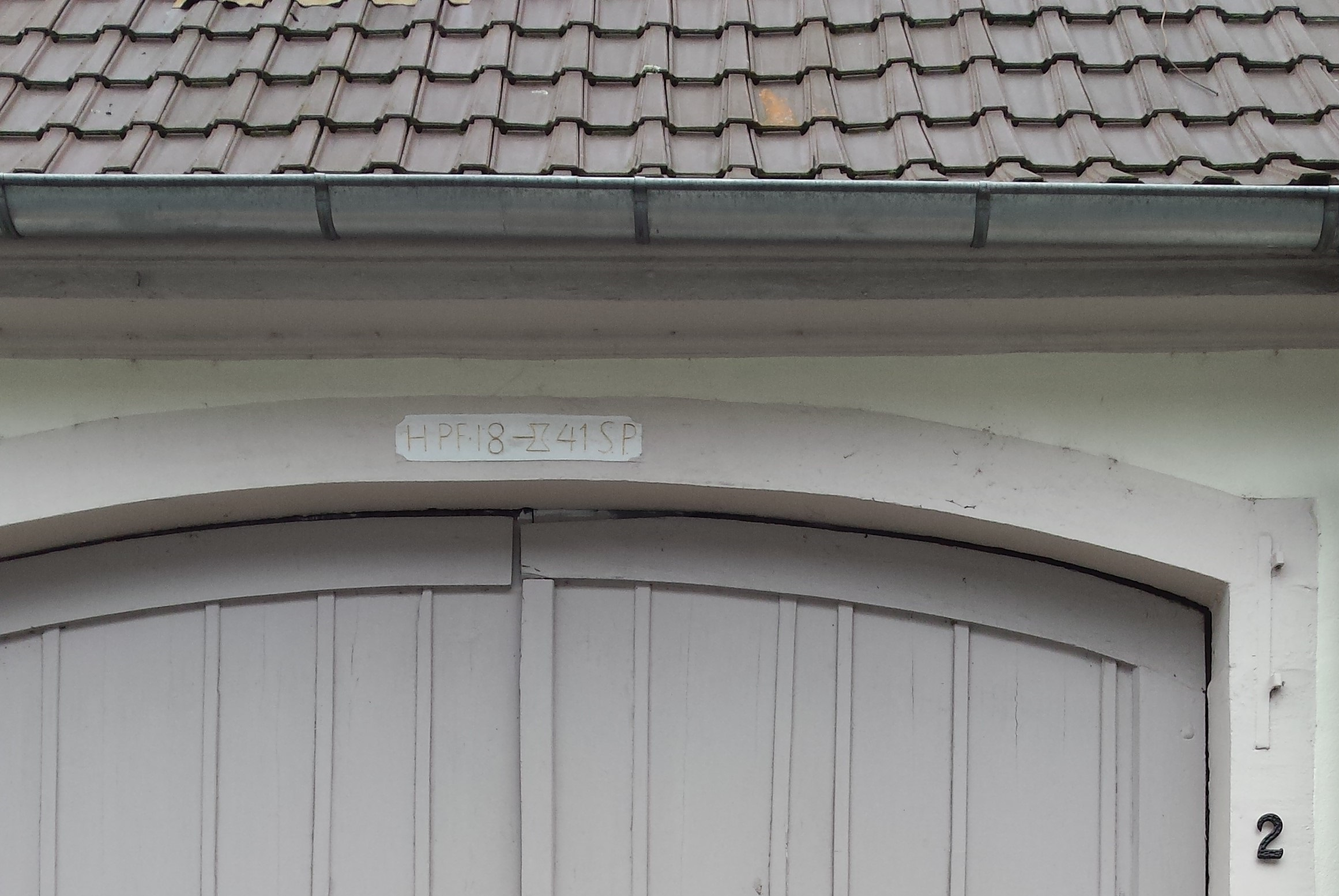
Torbogen mit den Initialen von Hans und Susanne Pfeiffer und der Jahreszahl 1841. Das Beil gibt den Hinweis auf den Berufsstand des Schlachters.

Auf dem Torbogen des biedermeierlichen Bauernhauses ist die Jahreszahl 1841 mit den Initialen HPF und SP zusammen mit einem Beil eingraviert. Erhalten ist die Kaufurkunde des Metzgers Heinrich Pfeiffer und seine Frau Susanne aus dem Jahr 1841. Im Innenhof finden sich Reste eines Schweinepferchs. Ein bei der Renovierung 2017 freigelegter Dachbalken belegt die Jahreszahl 1740 in Zusammenhang mit der wenig belegten Baugeschichte des Gebäudes in der Hebelstraße 2 in Schwetzingen.

## Filme
Die Landesschau Baden-Württemberg zeigte am 23. August 2017 ein Porträt über das Museum Blau Schwetzingen.

## Museumspädagogik
Seit 2018 bietet das Museum Blau ein museumspädagogisches Programm für Kinder zwischen 6 und 10 Jahren an. Für Kindergeburtstage können Termine gebucht werden.

## Öffnungszeiten
Das Museum  ist von Anfang April bis Anfang Oktober zu besuchen. Die Öffnungszeiten sind samstags, sonntags und feiertags. Außerhalb dieser Zeit kann das Museum nach Absprache besichtigt werden. Führungen durch die Sammlung und zu speziellen Themen werden angeboten.